# La Cellule de Fermat
 (mars 2016).
Pour plus de détails, voir Fiche technique et Distribution.
La Cellule de Fermat (La habitación de Fermat) est un film espagnol réalisé par Luis Piedrahita  et Rodrigo Sopeña, sorti en 2007.

## Synopsis
Après avoir résolu une énigme envoyée par un dénommé Fermat, quatre mathématiciens qui ne se connaissent pas sont invités à un mystérieux colloque. Cette réunion s'avère être en réalité un piège et les scientifiques se retrouvent prisonniers, forcés de résoudre une succession d'énigmes logiques et de découvrir les liens qui les unissent, sans quoi les murs de la pièce dans laquelle ils sont enfermés se rapprocheront de plus en plus, jusqu'à les écraser.

## Fiche technique
- Titre : La Cellule de Fermat
- Titre original : La habitación de Fermat
- Réalisation et scénario : Luis Piedrahita, Rodrigo Sopeña
- Production : César Benítez, Adolfo Blanco et José María Irisarri
- Musique : Federico Jusid
- Photographie : Miguel Ángel Amoedo
- Montage : Jorge Macaya
- Pays d'origine :  Espagne
- Genre : thriller
- Durée : 88 minutes
- Dates de sortie : 16 novembre 2007

## Distribution
- Alejo Sauras : « Galois »
- Lluís Homar : « Hilbert  »
- Elena Ballesteros : « Oliva »
- Santi Millán : « Pascal »
- Federico Luppi : « Fermat »

## Anecdotes
Les pseudonymes employés par les personnages sont des noms de savants célèbres : Évariste Galois, David Hilbert, Oliva Sabuco, Blaise Pascal et Pierre de Fermat.